# Alpha Bank
Alpha Bank est une banque basée à Athènes en Grèce.

## Histoire
- 1879 : John F. Costopoulos étend son activité dans la ville  Kalamata en proposant des services bancaires orienté vers l’échange de devises[4]
- 1916 : John F. Costopoulos fonde la banque  J.F. Costopoulos and Co.[4]
- 1918 : l’établissement bancaire de  J.F. Costopoulos change de statut et de nom Bank of Kalamata. Dionissios P. Loverdos est élu directeur[4]
- 1922 : ouverture d'une agence a Athènes[4]

### Histoire récente
En 2013, Alpha Bank rachète Emporiki Bank au Crédit agricole pour le montant de 1 € symbolique.
En novembre 2019, Alpha Bank vend pour 290 millions de dollars un portefeuille de 10,8 milliards d'euros d'actifs constitués d'emprunts de mauvaise qualités au fonds d'investissement Davidson Kempner.
En décembre 2021, Alpha Bank annonce la vente de ses activités en Albanie pour 55 millions d'euros à OTP Bank, qui avec cette acquisition à une part de marché de 11 % en Albanie.
En octobre 2023, UniCredit a annoncé qu'elle deviendrait le plus grand investisseur d'Alpha Bank, en achetant une participation de 9 % dans la banque grecque et en reprenant sa filiale en Roumanie par le biais d'une fusion avec UniCredit Roumanie, dont Alpha Bank continuera de détenir 9,9 % des actions. En mai 2025, UniCredit monte sa participation à 20 %.